# Aviamilano
La Aviamilano Costruzioni Aeronautiche, nota più semplicemente come Aviamilano, fu un'azienda aeronautica italiana fondata a Milano nei primi anni cinquanta.
L'azienda cominciò la produzione del primo modello di velivoli leggeri progettati dall'ingegner Stelio Frati, il Falco, anche se in seguito Frati, non soddisfatto del livello qualitativo, si rivolse all'Aeromere di Trento per gli ulteriori sviluppi.
Il modello più noto realizzato dall'Aviamilano fu l'addestratore P 19 Scricciolo, progettato dall'ingegner Ermenegildo Preti per soddisfare una specifica emanata dall'Aero Club d'Italia ed avviato alla produzione nel 1959.
Nel 1960 l'azienda ottiene un riconoscimento da parte della Associazione per il Disegno Industriale conquistando, nella sua VI edizione, il Premio Compasso d'oro.
L'ultimo modello avviato alla produzione fu un altro progetto di Frati, l'F 250, che nel 1964 cedette i diritti di produzione alla SIAI-Marchetti.
L'azienda cessò le proprie attività nel 1968, dopo la morte del suo direttore generale, e da quella data i diritti dei pochi alianti ancora in produzione vennero acquistati dalla Caproni Vizzola.

## Produzione

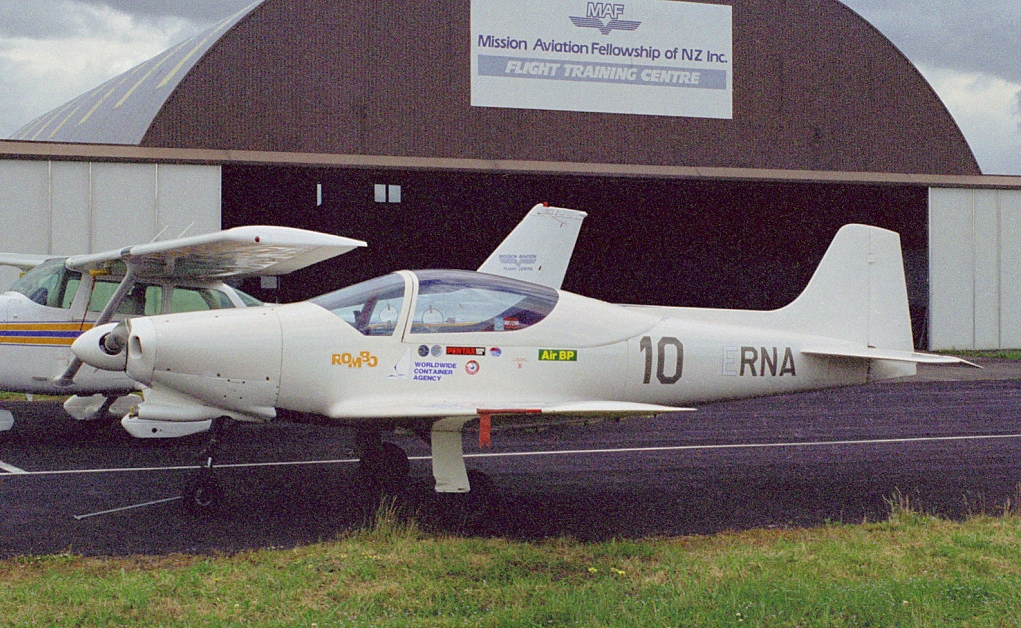
L'F 8L Falco I.

- F 8L Falco I
- F 8L Falco II
- F 14 Nibbio
- P 19 Scricciolo
- F 250
- F 260